# Alluaudia
Genre
Classification phylogénétique
Alluaudia est un genre de plantes succulentes de la famille des Didiereaceae.  Ce genre compte six espèces, toutes endémiques des régions arides du sud de Madagascar
Il est dédié à l'explorateur français Charles Alluaud (1861-1949).

## Liste des espèces
- Alluaudia ascendens (Drake) Drake 1903
- Alluaudia comosa (Drake) Drake 1903
- Alluaudia dumosa (Drake) Drake 1903
- Alluaudia humbertii Choux 1934
- Alluaudia montagnacii Rauh 1961
- Alluaudia procera (Drake) Drake 1903

## Description
Les plantes se présentent comme des buissons de tiges de plusieurs mètres de haut avec des épines pour la défense contre les herbivores dont les lémuriens.

## Gallery

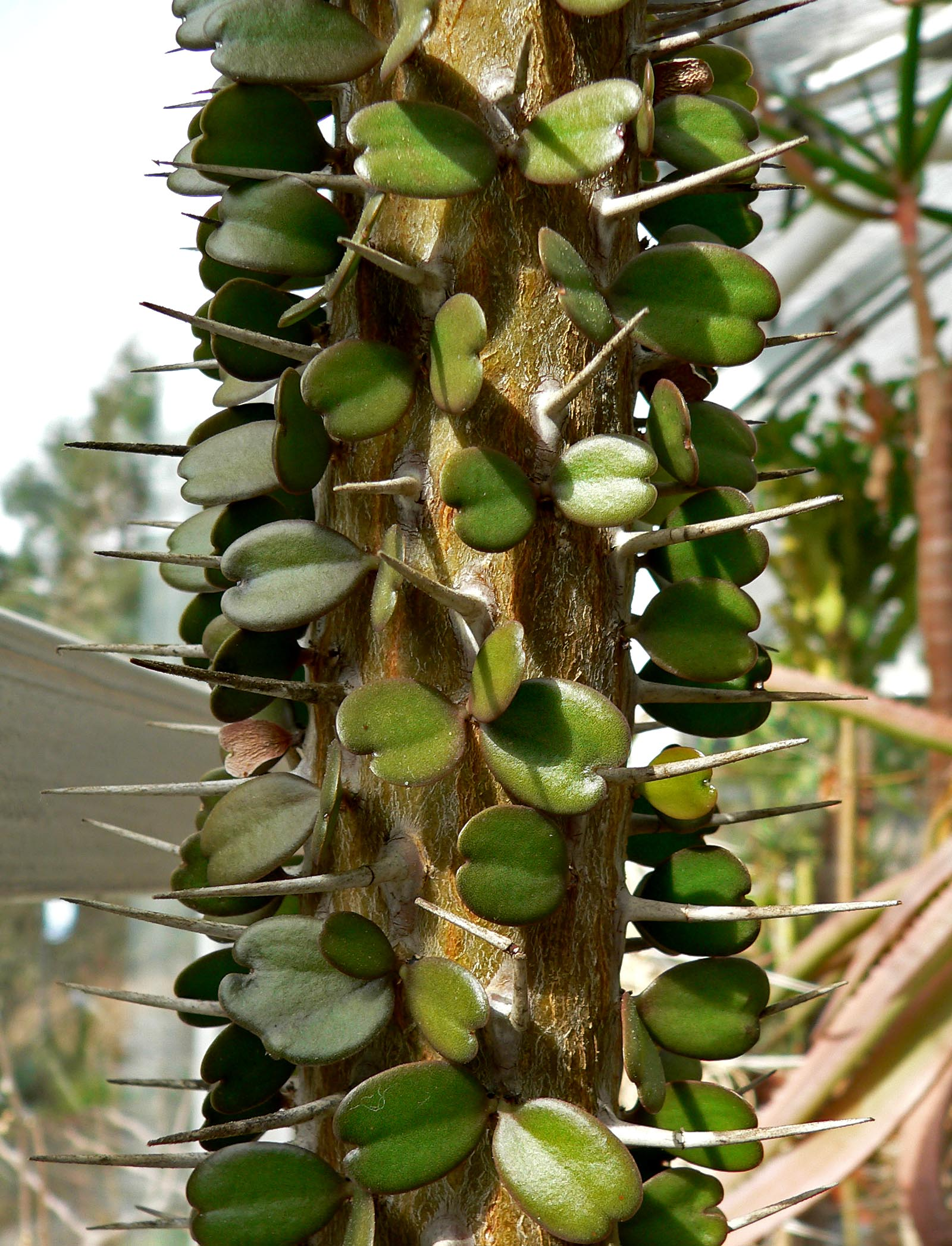
Alluaudia ascendens
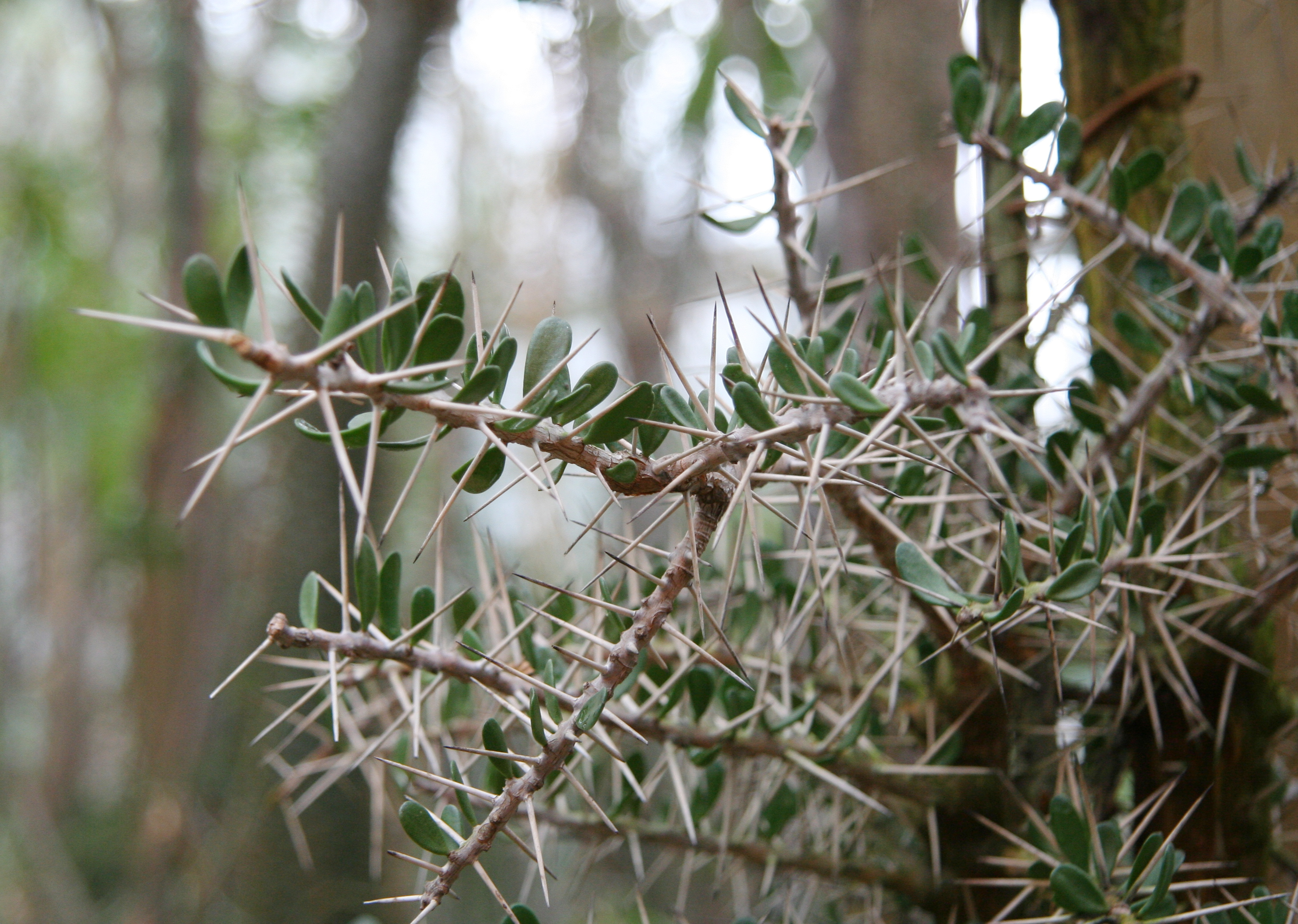
Alluaudia comosa
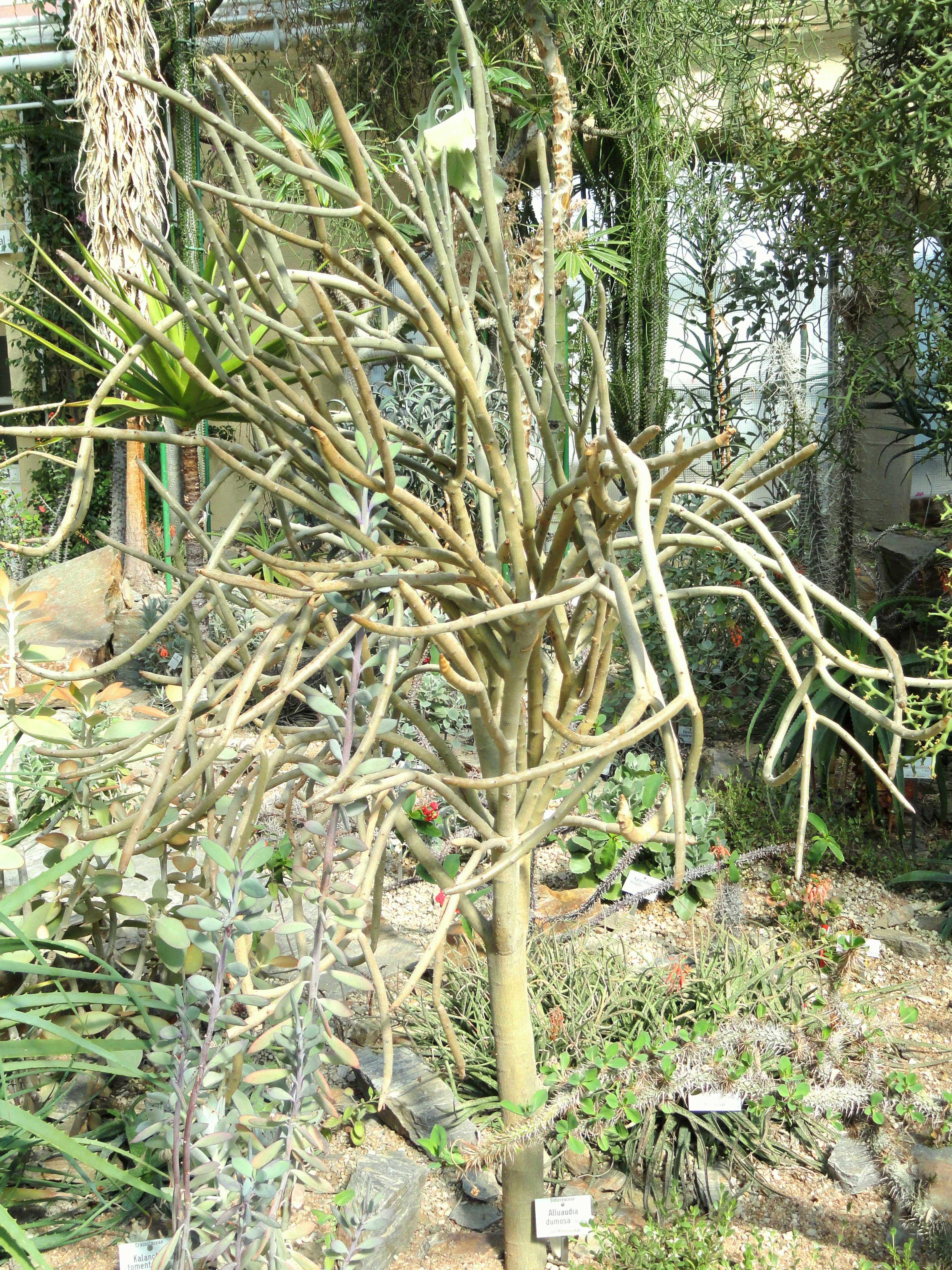
Alluaudia dumosa
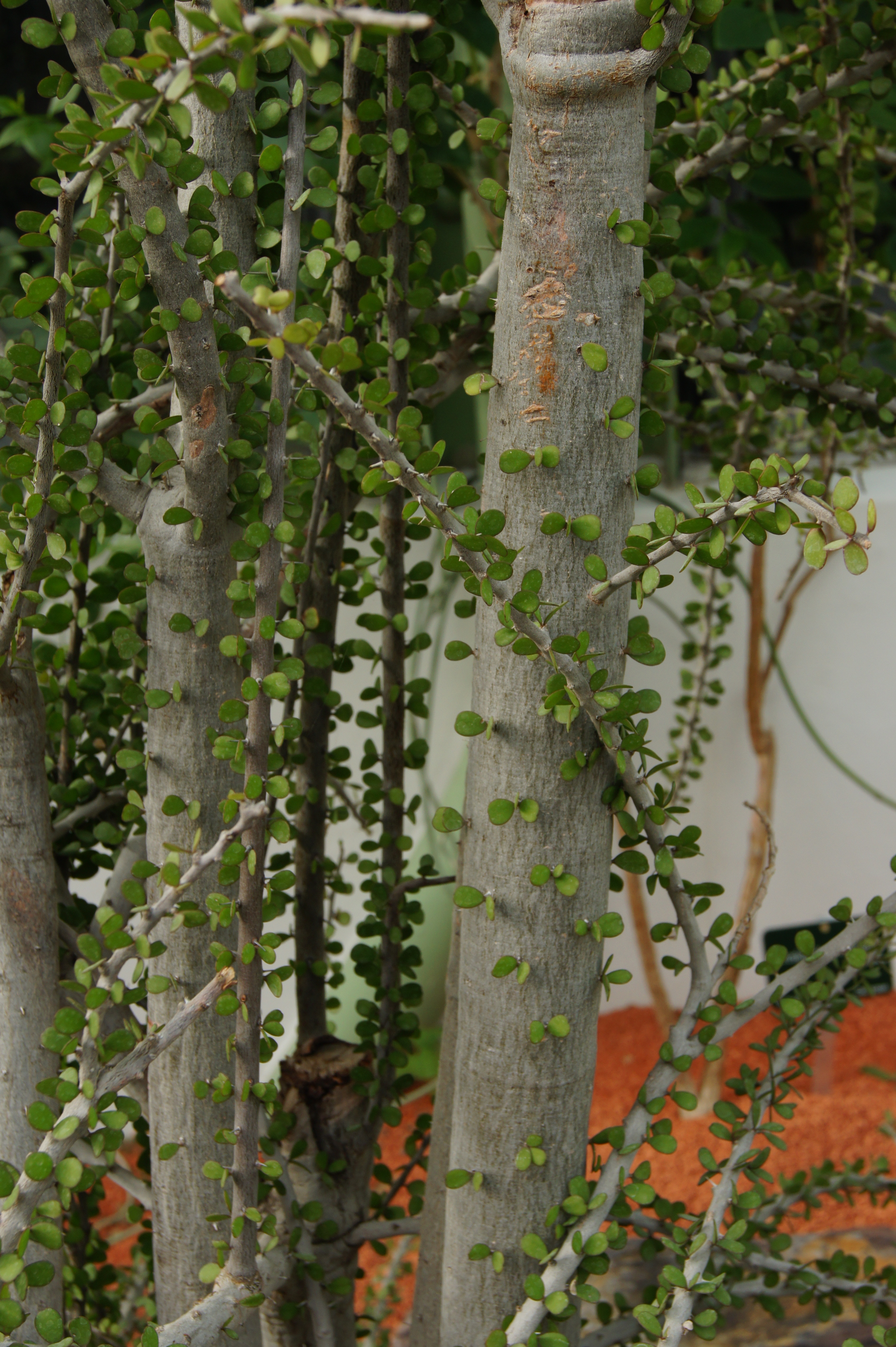
Alluaudia humbertii
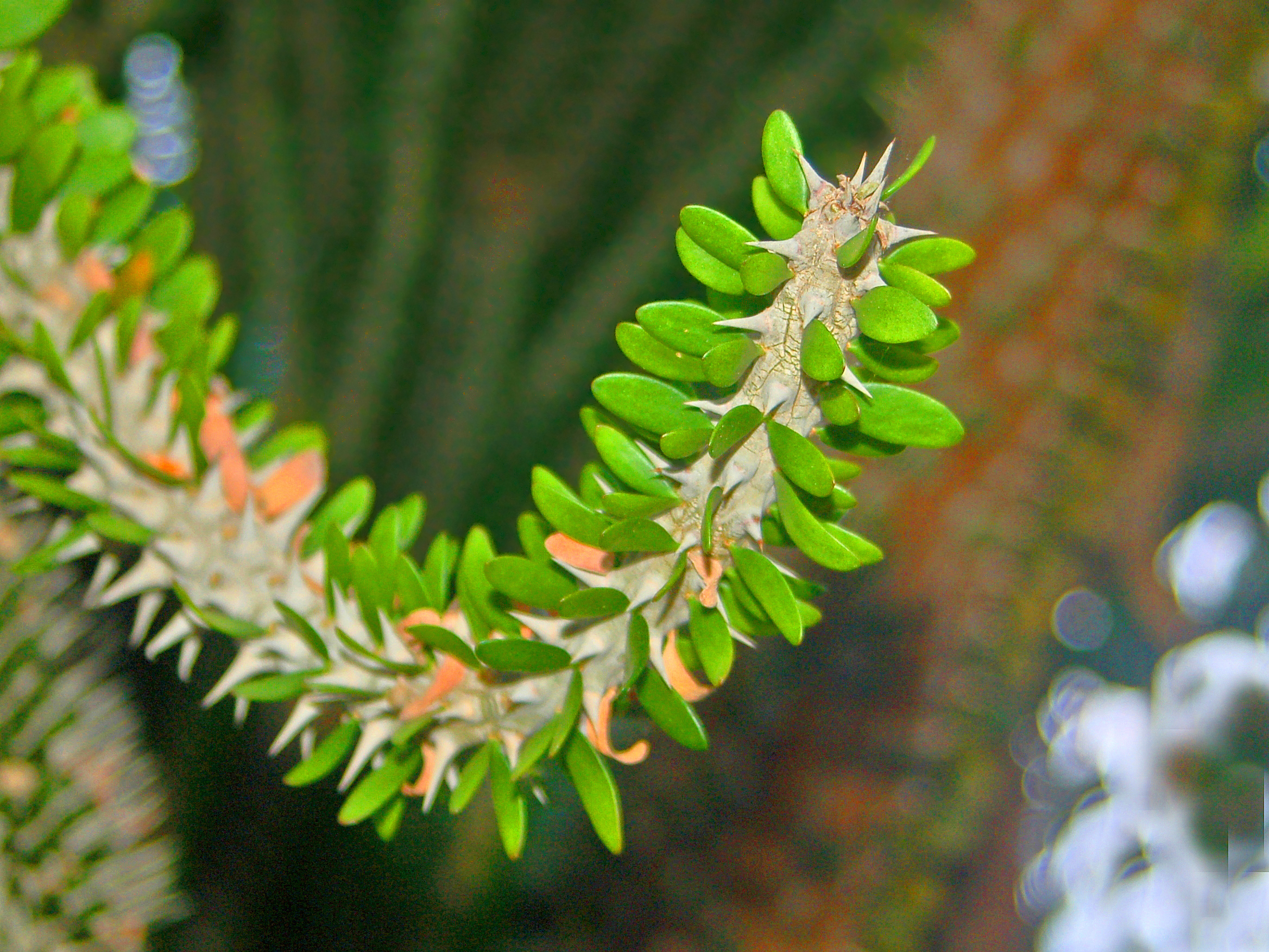
Alluaudia montagnacii
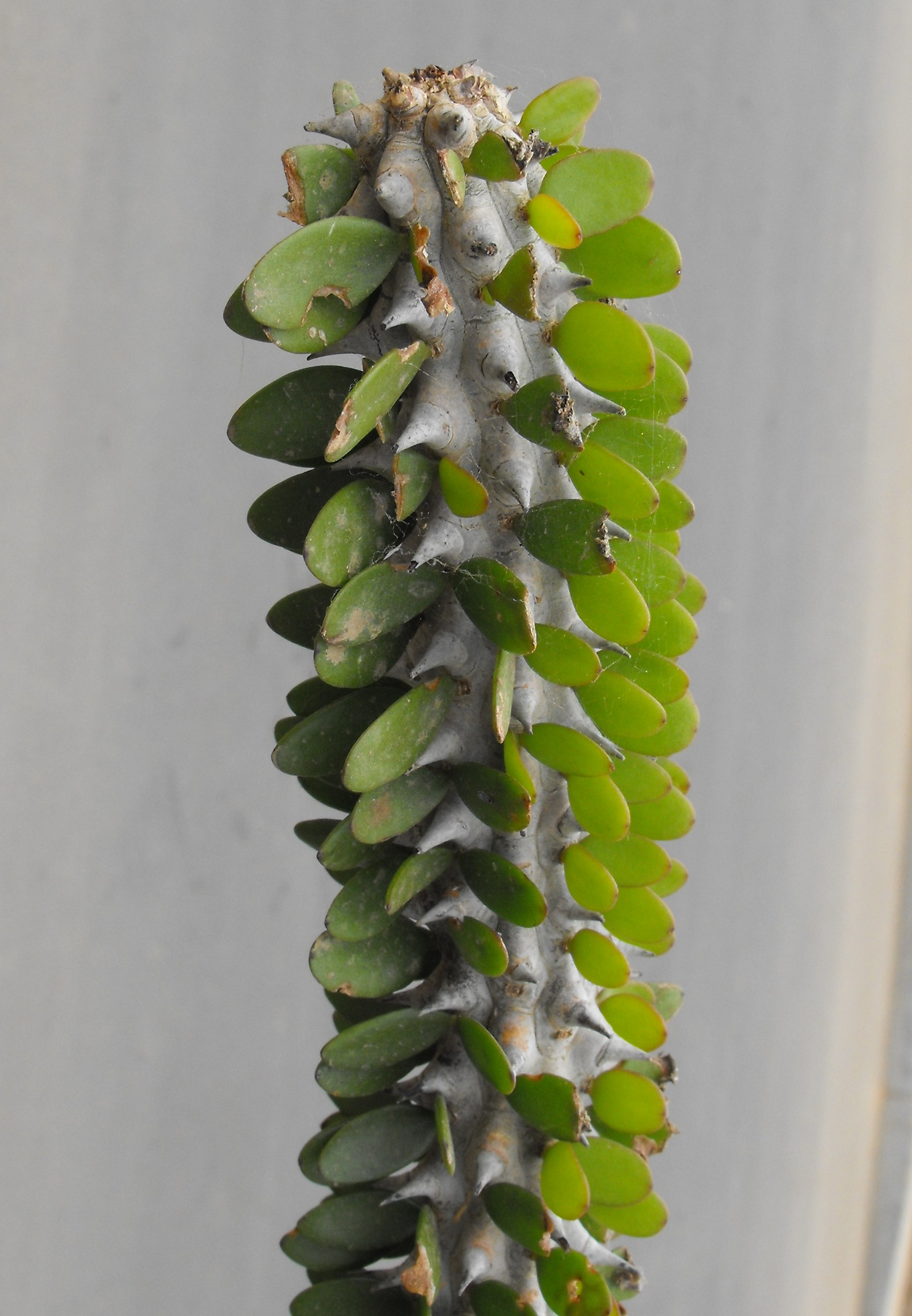
Alluaudia procera